# Kettős egyidejű szavazás
A kettős egyidejű szavazás (Double simultaneous vote - DSV) egy olyan választási rendszer, amelyben több tisztséget – például az elnököt és a törvényhozás tagjait – egyetlen szavazat alapján választják meg. Kombinálható más választási rendszerekkel; Uruguayban a DSV-t használják a szenátus és a képviselőház elnökének és tagjainak megválasztására, az elnökválasztáson pedig kétfordulós rendszert alkalmaznak; ha egyetlen párt/elnökjelölt sem kapja meg a szavazatok többségét, az elnökválasztáshoz külön második fordulót is tartanak.
A Nemzetközösség több országának kezdeti köztársasági alkotmányai, mint például Kenya, Guyana, és Zambia az elnökválasztáshoz kettős egyidejű szavazást írtak elő. Alkalmanként, mint például Tanganyikában, egy olyan változatot alkalmaztak, amelynél a választókerületek többségét megnyerő (nem a legtöbb szavazatot szerző) jelöltet választották meg.
Egyes latin-amerikai országok a Ley de Lemas néven ismert DSV-változatot alkalmazták, amelyben a pártoknak lehetnek al-listái (al-lemái), amelyek szavazatai beleszámítanak a párt összteljesítményébe.

## Használat

### Országos választások
| Ország   | Első választás       | Első választás            | Második választás | Második választás          | Harmadik választás | Harmadik választás | Egyidejű szavazások                                             |
| Ország   | Tisztség(ek)         | Rendszer                  | Tisztség(ek)      | Rendszer                   | Tisztség(ek)       | Rendszer           | Egyidejű szavazások                                             |
| -------- | -------------------- | ------------------------- | ----------------- | -------------------------- | ------------------ | ------------------ | --------------------------------------------------------------- |
| Angola   | Nemzetgyűlés tagjai  | Pártlistás arányos        | elnök             | relatív többségi szavazás  |                    |                    | Zárt listás szavazat + személyes szavazat                       |
| Botswana | Nemzetgyűlés tagjai  | relatív többségi szavazás | elnök             | Választókerületek többsége |                    |                    | Személyes szavazat + személyes szavazat                         |
| Bolívia  | elnök (első forduló) | kétfordulós szavazás      | Képviselőház      | vegyes arányos rendszer    | Szenátus           | Pártlistás arányos | Személyes szavazat + egy vegyes szavazat + zárt listás szavazat |
| Guyana   | Nemzetgyűlés tagjai  | Pártlistás arányos        | elnök             | relatív többségi szavazás  |                    |                    | Zárt listás szavazat + személyes szavazat                       |
| Uruguay  | elnök                | kétfordulós szavazás      | Képviselőház      | Pártlistás arányos         | Szenátus           | Pártlistás PR      | Személyes szavazás + 2x zárt listás szavaat                     |

### Helyi választások
| Ország       | Első választás                                                                       | Első választás           | Második választás                                         | Második választás  | Egyidejű szavazások                                                 | Megjegyzések |
| Ország       | Tisztség(ek)                                                                         | rendszer                 | Tisztség(ek)                                              | rendszer           | Egyidejű szavazások                                                 | Megjegyzések |
| ------------ | ------------------------------------------------------------------------------------ | ------------------------ | --------------------------------------------------------- | ------------------ | ------------------------------------------------------------------- | --- |
| Magyarország | kerületi polgármesterek, akik hivatalból (ex officio) tagjai a Fővárosi Közgyűlésnek | relatív többség szavazás | A Fővárosi Közgyűlés listás tagjai ("kompenzációs lista") | Pártlistás arányos | személyes szavazat + egy vegyes szavazat / zárt pártlistás szavazás | A kompenzációs listáról kiosztott mandátumokhou a kerületi polgármesteri versenyen nem a győztes jelöltekre leadott szavazatokat használják. Budapest főpolgármesterét közvetlenül, külön szavazással választják meg relatív többséggel |